# 名馬一覧
名馬一覧（めいばいちらん）とは、歴史上特筆すべき名馬の一覧である。掲載基準についてはノートを参照のこと。すでに独立した記事がある名馬については概要のみ記した。

## 日本

### 平安・鎌倉時代
阿久利黒
アテルイから譲り受けた坂上田村麻呂の愛馬。水沢競馬場では阿久利黒にちなんだ『阿久利黒賞』が開催されていた。
望月
平清盛の愛馬。『平家物語』では望月の尾に鼠が一晩で巣を作ったことが語られる。鼠（ネズミ）のような小動物が馬のように大きな動物に取り付いて巣を作ることは、世の中の傾勢が変わる異変として極めて不吉とされた。
木下（このした）・南鐐（なんりょう）
木の下は源頼政の嫡男、源仲綱の愛馬。南鐐は平清盛の三男、平宗盛の愛馬。1180年（治承4年）、宗盛は仲綱に木の下を貸すよう頼んだが、仲綱は一度はこれを断った。これが宗盛の不興を買い、宗盛は木の下に「仲綱」の焼印を押して辱めた。そののち仲綱の家来の渡辺競が宗盛の愛馬南鐐を奪い、たてがみと尾を剃り落として尻には「平宗盛入道」の焼印を押して仕返しをした。この事件が後の源頼政の挙兵の引き金となったとされる。
生食（いけずき）・磨墨（するすみ）
共に源頼朝の馬だが、生食は佐々木高綱、磨墨は梶原景季にそれぞれ与えられた。生食は池月とも伝えられる。高綱と景季は1184年（寿永3年）の宇治川の戦いで先陣争いを演じた。
若白毛（わかしらげ/わかしらが/わかしろげ）をこれらに加えた3頭は、いずれも陸奥国三戸立（さんのへたち）の産駒。
鬼葦毛（おにあしげ）
源義仲の愛馬。平家物語「木曽の最期」にてその名が出ている。
青海波（せいがいは）・太夫黒（たゆうぐろ）・死田薄墨（しんだうすずみ）
源義経の愛馬。
秩父鹿毛（ちちぶかげ）・三日月（みかづき）
畠山重忠の愛馬。鵯越の逆落としの際、重忠は愛馬「三日月」を背負って崖を降りたという。
花柑子（はなこうじ）
清原家衡の愛馬。後三年合戦絵詞に「六郡第一の馬」として描かれる。
井上黒（河越黒）
平知盛の愛馬。一ノ谷の戦いの際、手放したのを河越重房が捕らえ、後白河院に献上した。
権田栗毛（ごんたくりげ）
熊谷直実の愛馬。南部馬。
童子鹿毛（どうじかげ）
一ノ谷の戦いの際、平重衡が乗っていた馬。敗走中に馬を射られて、重衡は捕らえられた。
高楯黒（たかだてぐろ）
西木戸国衡(藤原国衡)の馬。『吾妻鏡』文治5年（1189年）8月10日条に登場し、「奥州第一の駿馬」と評されており、丈九寸（四尺九寸、147センチ）。

### 戦国時代・江戸時代
鬼鹿毛（おにかげ）
武田信玄の父である武田信虎の愛馬。『甲陽軍鑑』巻一によると体高は四尺八分八寸（148センチメートル）で、晴信（信玄）が鬼鹿毛を所望したが信虎は聞き入れなかったとする逸話を記している。
黒雲（くろくも）
武田信玄の愛馬。気性が非常に荒く、信玄以外騎乗できなかったといわれる。
大鹿毛（おおかげ）
武田勝頼の愛馬。武田家滅亡後、織田信忠の愛馬となる。明智光秀の愛馬と同名だが、別の馬と思われる。
白石鹿毛（しろいしかげ）
織田信長が所有した名馬。伊達輝宗から送られた奥州一と謳われた名馬。
小雲雀（こひばり）
織田信長から蒲生氏郷が拝領した名馬。
大鹿毛（おおかげ）
明智秀満の愛馬。本能寺の変以後、山崎の戦いの敗報を受けて坂本城への帰還を目指す秀満が、大津にて秀吉派の軍勢に阻まれた。そこで、陸路を断念した主を乗せたまま琵琶湖の湖水へ入り、無事に泳ぎきって坂本帰還を果たした、と言われている。
鏡栗毛（かがみくりげ）
山内一豊の愛馬。織田信長の馬揃えの際、一豊の妻・千代（見性院）は貯えていた嫁入りの持参金を夫に渡し、名馬鏡栗毛を購入させた。馬を買った経緯は、ある商人が東国一の馬を売ろうと連れて来たが、あまりの高さに誰も買う者が無く、仕方無く帰ろうとした所を山内一豊が買った。それを聞いた信長が「高い馬だから、信長の家の者でなければ買えないだろうと持って来た馬を、浪人の身でありながらよく買ってくれた。信長の家も恥をかかなくて済んだ」と喜んだ。
帝釈栗毛（たいしゃく くりげ）
加藤清正の愛馬。「江戸のもがりに さわりはすとも よけて通しゃれ 帝釈栗毛」と謳われたという。
内記黒（ないきぐろ）
豊臣秀吉から長宗我部元親が拝領した名馬。葦毛の馬である。戸次川の戦いにて仙石秀久の無謀な策により、窮地に陥った元親を乗せて命を救った。墓は高知県の元親の墓付近にある。
奥州驪（あうしうぐろ、おうしゅうぐろ）
豊臣秀吉が中国大返しで最初に騎乗した名馬。湯浅常山の著書『常山紀談』巻の五によると、「秀吉は奥州ぐろという名馬に乗り、雑卒にまじり、吉井川を渡り片上（備前市）を過ぎ、宇根（兵庫県赤穂市有年）に馳せ著けたれば馬疲れたり」としており、約25里を駆け抜けたとされている。
百段（ひゃくだん）
森長可の愛馬。長可の居城・金山城の石段100段を駆け上る程の甲斐黒とされている。
膝突栗毛（ひざつきくりげ）
島津義弘の愛馬で、長寿院栗毛（ちょうじゅいん くりげ）とも言われる。木崎原の戦いに於いて敵将との一騎討ちの際に、膝を折り曲げて義弘の危機を回避した。
放生月毛（ほうしょうつきげ）
上杉謙信の愛馬。川中島の戦いにおける武田信玄との一騎討ちで騎乗していたと言われる。月毛とはクリーム色の事である。
松風（まつかぜ）
前田利益の愛馬。前田利家を水風呂に騙して入浴させ、前田家を出奔した際に奪ったと言われている。別名谷風とも言われる。漫画『花の慶次』では、上野国の厩橋城近くにいた事になっている。
白石（しらいし）
徳川家康の愛馬。名は「白」だが毛の色は黒。
三国黒（みくにぐろ）
本多忠勝の愛馬。徳川秀忠から拝領した。関ヶ原の戦いで被矢。
太平楽（たいへいらく）
豊臣秀頼の愛馬。天下一と評された名馬であったが、大坂の陣で主人を乗せることは無かった。
真田栗毛（さなだくりげ）
真田信繁の愛馬。大坂の陣で信繁が戦死すると、褒美として松平忠直に与えられた。後に改易されると配流先にも連れて行った。
王庭（おうば）
佐久間象山の愛馬。白い馬で京都三条木屋町で暗殺された際に騎乗していた。
五島（ごとう）
後藤信康の愛馬。のち伊達政宗へ献上されたが、大阪冬の陣の際は老齢を理由に参陣を留め置かれた。そのことを嘆き悲しみ仙台城本丸から崖下へ身投げしたという伝説がある。

### 明治
金華山号（きんかざんごう）
明治天皇の御料馬。明治天皇を乗せ、最も多くの公式行事に参加した。南部馬。体高148cm。
寿号（すごう）
ス号とも言われる。1905年（明治38年）日露戦争での旅順陥落の際、ロシアの将軍アナトーリイ・ステッセリ（ステッセル）から乃木希典に、武勇を称えて贈られた。ステッセルの名に因み、寿号と名づけられた。
盛号（さかりごう）
南部馬最後の名馬とされ（後述記事）、明治初期の十和田市で生まれ、その後、東京上野で行われた競馬において、体高も足も長い外国馬であるサラブレッドを破り、2年連続で優勝した。

### 昭和

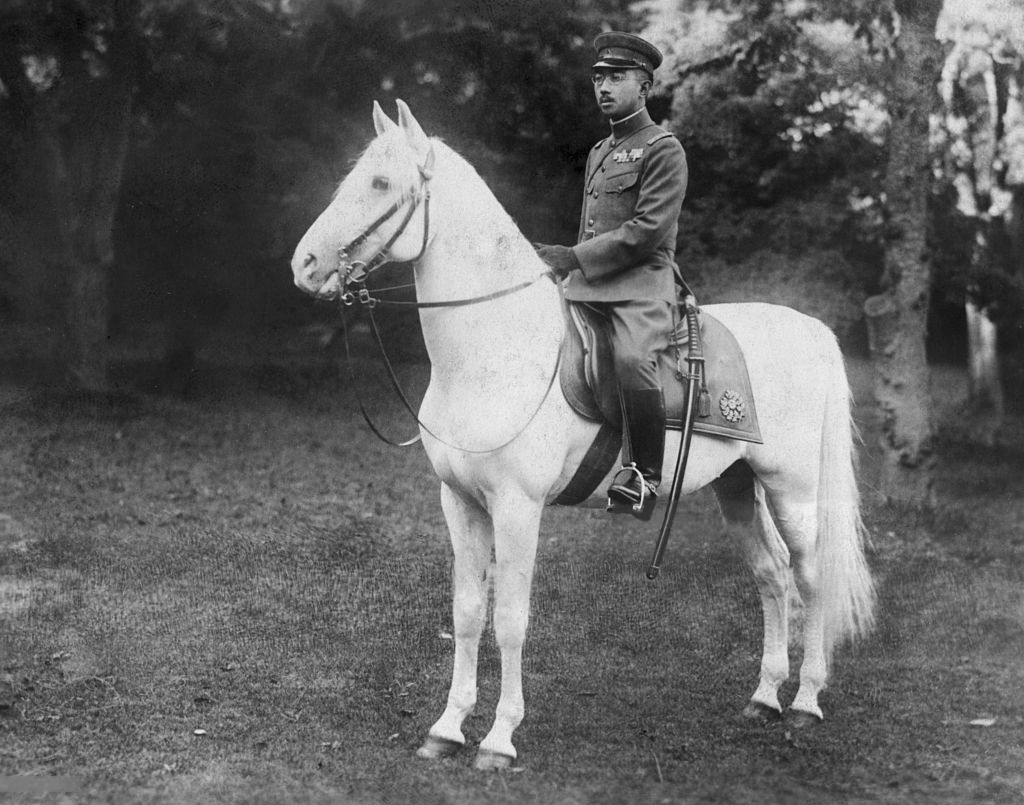
「白雪」にまたがる昭和天皇

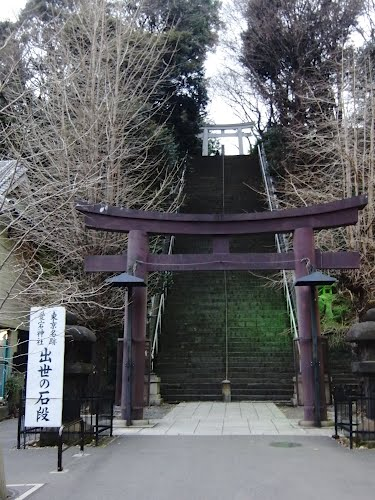
愛宕神社・出世の石段(2012年2月)

白雪
昭和天皇の御料馬。1921年、ハンガリー生まれのアラブ種。当時、ドイツに留学中の医学博士・佐藤達次郎男爵に見いだされて購入され、1926年に摂政宮裕仁親王に献上される。即位後の昭和天皇の御料馬として数々の公式行事に参加する。　1942年、老齢により引退。戦後の1947年、宮内庁下総御料牧場で死亡。
平形
陸軍参謀本部所属の軍馬。8歳で廃馬（殺処分）となる決定がなされたが、その能力を惜しんだ参謀本部所属の馬丁の岩木利夫の騎乗により、1925年11月8日、東京都の愛宕山の愛宕神社の騎乗石段登頂に成功（この騎乗による愛宕山石段（男坂）登頂は、江戸時代より現代までに伝わるだけでも10例ほどしか記録されていない）。この成功が同神社と同じ愛宕山に当年3月に開局したばかりのラジオ局、社団法人東京放送局（JOAK。のちのNHKの前身の一つ）で即座にニュースとして伝えられ、また、これから下りの挑戦があることが臨時ニュースで流されると、愛宕神社には観客が殺到した。平形と岩木のこれら一連の行動は美談とされ、昭和天皇も知るところとなり、平形は廃馬を免れ、参謀本部将校用乗馬として余生を過ごした。上りのタイムは1分余であったが、下りは45分を要した。
勝山号
昭和14年10月11日、金鵄勲章に相当する「甲功章」を、陸軍大臣畑俊六大将から戦地第1号としての表彰を受けた。
大東亜戦争の始まる前年の昭和15年1月、中国（支那）大陸から下川部隊とともに生還した、たった1頭の軍馬が「勝山号」である。
http://www.esashi.com/katsuyamago.html#hohei
http://www.chie-project.jp/011/no17.html
ウラヌス号
1932年のロサンゼルスオリンピック馬術大障害飛越競技の金メダリストである西竹一の愛馬。硫黄島の戦いで西が戦死すると、後を追うように病死した。

## 中国

### 春秋時代
驥（き）
春秋時代の名馬。孔子が｢節度ある風格｣といって誉めたと『論語』にある。ただし、驥の字義は「駿馬、千里の馬」であり、論語での文脈上も特定の馬名ではない。

### 秦
騅（すい）
秦末期の武将項羽の愛馬。司馬遷『史記』の項羽本紀にその名が見られる。戦闘では百戦不敗の項羽だったが、戦略の無さから劉邦に敗れ、最後の戦いに臨む前に詠った垓下歌（がいかのうた）にその名がある。
「力拔山兮氣蓋世　時不利兮騅不逝　騅不逝兮可奈何　虞兮虞兮奈若何」（訳：自分の力は山を抜き、覇気は世を覆うほどであるというのに、時勢は不利であり、騅も前に進もうとはしない。騅が進まないのはどうしたらよいのだろうか。虞や、虞や、お前の事もどうしたらよいのだろうか）
こう詠ったのち項羽は騅に跨り迫り来る劉邦軍を蹴散らして長江の岸辺まで到達し、そこで自刃して果てた。なお、この歌の最終節に出てくる「虞」は、項羽の愛妾である。虞美人草（ヒナゲシ）の名の元になった。
なお、騅の字義は「葦毛の馬」であり、同様の毛並みであったと考察されている。

### 漢
汗血馬
西域諸国に産する名馬。歴代正史では『史記』から『隋書』に至るまでの各書にあらわれる。前漢の武帝が求めた大宛の名馬がよく知られる。
赤兎馬
『三国志』「呂布伝」に名が記録されている馬。呂布は赤兎という馬を持っていた、とある。小説『三国志演義』では呂布と関羽の愛馬とされている。ただし、関羽が乗ったという記述は正史には見られない。南蛮の祝融が騎乗していたという話もあり、特定の馬を指すのではなく種類のことを示すのではないかという説もある。
絶影
『三国志』「武帝紀」に名が記録されている馬。曹操が騎乗したとある。名前の由来は「影も追いつけないほどに早く走る」という意味とされる。
的盧
｢額が白い｣という意味の馬相を指す。凶馬とされる。『三国志』「蜀書 先主伝」に劉備が騎乗したとある。東晋・庾亮の乗馬もこの特徴を有していた（『晋書』庾亮伝、『世説新語』）。小説『三国志演義』では、劉備の愛馬はさらに四白（四本の足すべての足先が白い）で、持ち主に祟りをなす凶相の中の凶相とされる。
白鵠
『拾遺記』、『太平御覧』に名が記録されている葦毛の馬。曹操の従弟である曹洪が所有していた。白鵠とはハクチョウのこと。この馬に乗った曹操が敵から逃げて渡河した際に、曹操はずぶ濡れになったが馬は濡れていなかったという。白鶴とも。

### 水滸伝
照夜玉獅子
夜の月に照らされたように全身真っ白の馬。元々は金国の王子が所有していたが、馬泥棒の段景住が盗み宋江の乗馬となる。
踢雪烏騅
烏騅とは黒馬の意だが、踵が白いためこの名がある。呼延灼が梁山泊討伐のため、徽宗皇帝から下賜された名馬。
賽白玉
北京大名府の練兵場で索超が楊志と一騎討ちをする際に使用した白い名馬。
火塊赤
北京大名府の留守司である梁世傑が楊志に貸し与えた赤兎馬と称えられるほどの名馬。索超と一騎討ちする際に使用。
転山飛
山河を平地のように駆けるためそう名付けられた名馬。方臘の将・王寅の乗馬。
衝陣馬
陣を衝くという名の通り気性の荒い馬。曾頭市の曽長者の四男、曽魁の乗馬。

## ヨーロッパ

### 古代マケドニア
ブケパロス
アレクサンドロス3世の乗馬。名前は「雄牛の頭」の意。

### 帝政ローマ
インキタトゥス
カリグラ帝の乗馬。アラブ種の馬で、馬体は貧弱ながらも人語を解すると言われる。

### 中世イベリア半島
バビエカ
エル・シッドの乗馬。

### 中世イギリス
ブラックサラディン
薔薇戦争当時のウォリック伯の愛馬。バーネットの戦いで、下馬して戦ったほうが有利だと味方に説くために、指揮官のウォリック伯は最初に自ら下馬して愛馬を殺してみせた。

### 近代イギリス
ゴドルフィンアラビアン
フランシス・ゴドルフィンの愛馬。サラブレッド三大始祖の一頭とされる。
ダーレーアラビアン
サラブレッド三大始の一頭とされ、玄孫にあたるエクリプスを通して今日の競走馬のほとんどの父系の先祖がこの馬とされている。
バイアリーターク
ロバート・バイアリー大佐の乗馬。サラブレッド三大始祖の一頭とされる。
コペンハーゲン
初代ウェリントン公爵アーサー・ウェルズリーの乗馬。軽半種。

### 近代フランス
マレンゴ
ナポレオン・ボナパルトの愛馬。

## アメリカ
コマンチ（Comanche）
リトルビッグホーンの戦いにおけるカスター隊唯一の生き残り。
トラベラー
南北戦争に活躍した軍馬。アメリカ連合国（南軍）のロバート・E・リー将軍の乗馬。
オールドバルディー（Old Baldy）
南北戦争で活躍した軍馬。アメリカ合衆国（北軍）陸軍少将ジョージ・ミードの愛馬。ゲティスバーグの戦い等、南北戦争の重要な戦いの数々に参加し、銃弾が馬自身の胃に到達するほどの戦傷を負ってもなお（治癒後）活躍し、戦後も長く生き、30歳で安楽死された。
シンシナティ（Cincinnati）
南北戦争に活躍した軍馬。北軍のユリシーズ・グラント将軍の乗馬。ワシントンD.C.のアメリカ合衆国議会議事堂前にはシンシナティに騎乗するグラントの巨大な像（ユリシーズ・S・グラント・メモリアル）が存在する。